# کلینت بالتیک

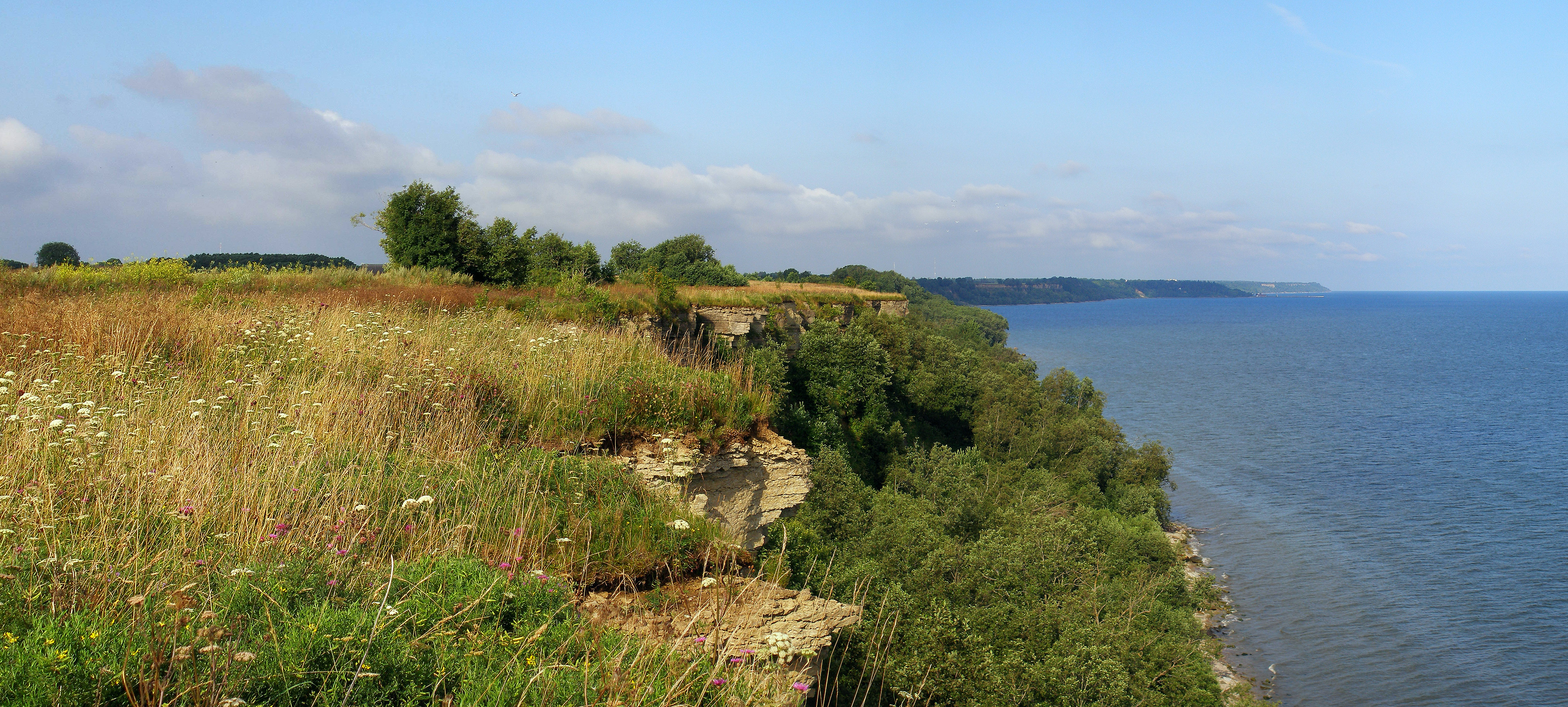
کلینت بالتیک در شهرستان آیدا-ویرو، استونی

کلینت بالتیک (کلینت، گلینت؛ استونیایی: Balti klint , سوئدی: Baltiska klinten , روسی: Балтийско-Ладожский уступ, Глинт) یک برجستگی سنگ آهکی فرسایشی و کواستا در چند جزایر دریای بالتیک، در استونی، در لنینگراد از روسیه و در جزایر گوتلند و اولاند از سوئد است که در پشت اسکناس ۵۰ کرونی سال ۱۹۲۸ و روی اسکناس ۱۰۰ کرونی سال ۱۹۹۲ نمایش داده شد.
کلینت بالتیک شکل زمین فعالی است که در حال حاضر کمی عقب‌نشینی نشان می‌دهد. با این حال، مشخص نیست که کلینت بالتیک تا چه اندازه در زمان پس از یخبندان به وجود آمده‌است در گوتلند قرن بیستم میزان عقب‌نشینی صخره‌ها بین ۰٫۱۵ تا ۰٫۷۸ سانتی‌متر در سال برآورد شده‌است. عقب‌نشینی کلینت بالتیک در گوتلند سکوهای ساحلی را گسترش داده‌است.

## جغرافیا
کلینت بالتیک تقریباً ۱۲۰۰ کیلومتر از جزیره اولاند در سوئد از طریق فلات قاره و جزایر استونیایی اوسموسار و Suur-Pakri تا پالدیسکی، سپس در امتداد ساحل جنوبی خلیج فنلاند و رود نوا تا منطقه جنوب دریاچه لادوگا امتداد دارد.